# Вольман, Исаак Соломонович
Исаак Соломонович Вольман (также Семёнович, при рождении Ицко Шлёмович Вольман; 1 мая 1870, Ниспорены, Кишинёвский уезд, Бессарабская область — 1942, Москва) — российский и советский юрист, цивилист. Автор теоретических трудов в области права.

## Биография
Родился в Ниспоренах (теперь райцентр Ниспоренского района Молдовы). Учился в хедере, с 14 лет — в сельской школе в Ниспоренах. Выдержав экзамен на аттестат зрелости во 2-й одесской гимназии, продолжил учёбу на юридическом факультете Императорского Новороссийского университета. Владел табачной фабрикой в Аккермане (1900).
В 1896 году переехал в Одессу. Затем работал в Санкт-Петербурге — присяжным поверенным в округе Санкт-Петербургской Судебной палаты (с 5 августа 1908 года), преподавателем нотариального права на Высших коммерческих курсах и в Торгово-промышленном институте.
Печатался в «Журнале Министерства юстиции», «Праве», «Вестнике права и нотариата», «Судебном обозрении», «Юристе», «Еженедельной юридической газете», «Вестнике гражданского права» и других специализированных изданиях. Автор книг «Гражданское право» (с соавт., 1903), «Опека и попечительство» (в 2-х тт., 1903 и 1913), «Нотариальное положение» (1909, 1912 и 1914), ряда трудов по теории и истории нотариата. Составил программу испытаний на должность нотариуса (1905). Входил в редколлегию «Вестника права» и «Нотариата».
На протяжении 1920-х годов публиковался в «Еженедельнике советской юстиции», «Кредите и хозяйстве», «Вестнике советской юстиции» и других изданиях, издал руководство по праву застройки (1926).

## Семья
Жена (с 2 ноября 1901 года) — Либа Янкелевна Вольман (в девичестве Катель, 1879—?), домашняя учительница.
- Дочь Надежда (20 августа 1902, Одесса — ?).
- Сын — Иосиф Исаакович Вольман, доктор технических наук, лауреат Сталинской премии (1943) «за разработку новой конструкции радиоустановки» (один из создателей первых отечественных радиолокаторов РУС-2, автор и руководитель разработки антенных устройств для этих радиолокаторов)[4], автор нескольких монографий, в том числе «Техника сантиметровых волн» (М.: Советское радио, 1949)[5].
  - Внук — Владимир Иосифович Вольман (род. 1938), доктор технических наук, заведующий кафедрой технической электродинамики и антенн Московского института связи (1987—1990), автор монографий и учебных пособий по прикладной электродинамике, в том числе «Техническая электродинамика» (М.: Связь, 1971), «Эффективный метод решения внутренних задач электродинамики» (Киев: Знание, 1981), «Справочник по расчёту и конструированию СВЧ полосковых устройств» (М.: Радио и связь, 1982).

Брат — Лев Соломонович (Монис-Лейб Шлёмович) Вольман (1879—?), выпускник медицинского факультета Императорского Новороссйского университета, звание лекаря получил в 1912 году, работал земским врачом в селе Дивизия Аккерманского уезда.

## Избранное

### Книги
- Гражданское право. Сборник популярных лекций для самообразования. Выпуски 2—4 (совместно с М. И. Могилевским, Н. Ф. Марковым и Д. П. Никольским). Семейный университет Ф. С. Комаровского, Юридический факультет. СПб., 1903.
- Наследство по 1-й части; Опека и попечительство; Узаконение и усыновление детей (совместно с В. Фридштейном и К. Шмаковым). Бесплатное приложение к журналу «Юрист». СПб.: Юрист, 1903.
- Опека и попечительство (172 с.). СПб., Издательский дом «Труд», 1903.

В этом труде разъясняются общие понятия «опека» и «попечительство»; автор систематизировал постановления об опеке и попечительству согласно Свода законов с подробными комментариями.
- Нотариальное положение. СПб., Издательство юридического магазина И. И. Зубкова под фирмою «Законоведение», 1909 (второе, расширенное издание — 1912; третье, доработанное издание под названием «Нотариальное положение: практическое руководство» — 1914). (см. полный текст издания 1909 года здесь) (недоступная ссылка)

С  извлечением из законодательных мотивов, решений Гражданского и Уголовного кассационных департаментов, Общего собрания и Соединённого присутствия Правительственного сената, с законами и правилами, относящимися к нотариальной части, циркулярными распоряжениями   Министерства юстиции, извлечениями из проекта Нотариального положения, комментариями составителя, с приложением законов, относящихся к деятельности биржевых нотариусов и маклеров и консулов, образцов нотариального делопроизводства и актов.
- Программа испытаний на должность нотариуса. СПб, 1905 (второе издание — 1910).
- Опека и попечительство (2-й том, 452 с.). СПб., Издательство юридического магазина И. И. Зубкова под фирмою «Законоведение», 1913.

Продолжение очерка «Опека и попечительство» 1903 года. Сборник действующих законов об опеках, попечительствах и опекунских учреждениях, с разъяснениями Сената и комментариями составителя. Содержит главы об особых правилах опеки в Полтавской, Черниговской губерниях и в Царстве Польском («Гражданский кодекс Наполеона»).
- Ввод во владение в системе укрепления права собственности на недвижимость. Москва: Издательство журнала «Вестник права», 1915 (переиздание в сборнике «Золотые страницы Российского нотариата». М., 2001).
- Право застройки (практическое руководство). 166 с. Москва: Московский городской банк, 1926.

### Статьи
- Завещательная дееспособность расточителей // Вестник права. — 1905. — № 9. — С. 152–155.
- К вопросу о совершении купчих крепостей // Право: Еженедельная юридическая газета. — 1908. — № 13. — С. 738–743.
- Передача закладных крепостей // Вестник гражданского права. — 1913. — № 8. — С. 51–65.
- Допускает ли наследование Декрет от 22 мая 1922 г. // Еженедельник советской юстиции. — 1923. — № 35. — С. 794–795.
- Взаимоотношение торгового права и гражданского // Вестник советской юстиции. — 1924. — № 24.
- Новые Формы обеспечения кредита // Рабочий суд. — 1926. — № 19. — С. 1169–1176.
- Гарантийные операции банков // Кредит и хозяйство. — 1927. — № 5. — С. 130–134.
- Залоговые свидетельства на строения и право застройки // Еженедельник советской юстиции. — 1927. — № 18. — С. 532–534.
- Вопросы вексельного права в банковской практике (исковая давность по векселю, срок представления векселя на протест) // Кредит и хозяйство. — 1928.
- Кредитование под залог будущих вещей и строений // Кредит и хозяйство. — 1928. — № 8.
- Обязательства как обеспечение банковского кредитования (В порядке обсуждения) // Кредит и плановое хозяйство. — 1928. — № 2–3.
- Залог будущих вещей и будущих строений // Еженедельник советской юстиции. — 1928. — № 33. — С. 908–910.
- Из истории российского нотариата // Нотариус. — 1997. — № 2 (4). — С. 84–85.